# Ksaver Šandor Gjalski
Ksaver Šandor Gjalski (sau Ksaver Šandor Đalski), pe numele adevărat Ljubomil Tito Josip Franjo Babić (n. 26 octombrie 1854 - d. 6 februarie 1935) a fost un prozator croat.
A evocat, în maniera lui Ivan Turghenev, eroismul trecutului, decadența nobilimii într-o atmosferă de compasiune și ironie blândă.

## Opera
- 1884: Illustrisimus Battorych;
- 1885: În casă nouă ("U novom dvoru");
- 1886: Sub vechi acoperișuri ("Pod starim krovovima");
- 1887: Janko Borislavić;
- 1890: Pe brazda stămoșească ("Na rođenoj grudi");
- 1891: Din zilele comitatului ("Iz varmetinskih dana");
- 1923: Iubirea locotenentului Milić ("Lyiubav lajtnanta Milića i druge pripovjetke").